# TF-21
La carretera TF-21 parte de la TF-217 en La Orotava y acaba en su intersección con la TF-28, en Granadilla de Abona (Tenerife, Canarias, España). Esta vía es una de las que ofrece mayor variedad de paisajes, desde las húmedas medianías del norte de la isla de Tenerife, pasando por el parque nacional del Teide, hasta las áridas zonas de cultivo del sur de la isla.

## Recorrido
La carretera se introduce en el Valle de La Orotava por la ladera de Santa Úrsula, donde se encuentra el Mirador de Humboldt, desde el que podemos apreciar una panorámica del valle, con el municipio de Los Realejos al fondo, el del Puerto de la Cruz en la costa y el de La Orotava a los pies del mirador.
La carretera zigzaguea el parque natural de la Corona Forestal y entra, a partir de 19,5 km, en la zona de predominio del pinar canario. La carretera deja a su paso varios miradores pertenecientes a la red insular, destacando los de Mataznos, Margarita de Piedra I y Margarita de Piedra II, en los kilómetros 19, 22,6 y 22,7, respectivamente.
Sobre 31,5 km, a unos 2000 m de altitud, nos adentramos en el parque nacional del Teide.
Tampoco podemos olvidar el Llano de Ucanca por el que abandonamos el parque, para más adelante introducirnos en el pinar canario del sur en el término municipal de Vilaflor. Avanzando nos encontramos el Monumento Natural de Montaña Colorada. Continuamos el descenso y observamos como la carretera prosigue su recorrido entre eucaliptos para finalizar en el núcleo urbano de Granadilla de Abona.